# 栄町 (佐倉市)
栄町（さかえちょう）は、千葉県佐倉市の町丁。郵便番号285-0014。

## 地理
北は宮前、北東は鏑木町、東は鍋山町、南東は最上町、南は鏑木町、南西は並木町、西は鏑木町、北西は海隣寺町に隣接している。

## 世帯数と人口
2017年（平成29年）10月31日現在の世帯数と人口は以下の通りである。
| 町丁 | 世帯数  | 人口  |
| ---- | ------- | ----- |
| 栄町 | 311世帯 | 600人 |

## 小・中学校の学区
市立小・中学校に通う場合、学区は以下の通りとなる。
| 地域 | 小学校             | 中学校             |
| ---- | ------------------ | ------------------ |
| 全域 | 佐倉市立佐倉小学校 | 佐倉市立佐倉中学校 |

## 施設
- 佐倉警察署京成佐倉駅前交番
- 千葉ガス本社
- NTT東日本佐倉
- 佐倉中央病院
- みどり街区公園

## 交通

### 鉄道
- 京成本線
  - 京成佐倉駅